# Université municipale d'Osaka
L'Université municipale d'Osaka (大阪市立大学, Ōsaka shiritsu daigaku) est une université publique du Japon située dans la ville d'Osaka.
L'université fusionne avec l'université préfectorale d'Osaka pour former l'Université métropolitaine d'Osaka (OMU) en avril 2022.

## Facultés

### Facultés de premier cycle
- Faculté de commerce
- Faculté d'économie
- Faculté de droit
- Faculté de littérature et des sciences humaines
- Faculté des sciences
- Faculté d'ingénierie
- École de médecine
- École d'infirmières
- Faculté des sciences de l'homme

### Facultés de cycle supérieur
- Commerce
- Économie
- Droit
- Littérature et sciences humaines
- Sciences
- Ingénierie
- Médecine
- Soins infirmiers
- Sciences de l'homme
- Aménagement urbain

## Personnalités liées

### Étudiants
- Shinya Yamanaka[1], prix Nobel de médecine 2012
- Takeshi Kaikō, auteur, Prix Akutagawa

### Enseignants
- Takafumi Isomura, ancien maire d'Osaka
- Ryōichi Kuroda, gouverneur de la Préfecture d'Osaka (1971-1979)
- Akira Yamada, philosophe, membre de l'Académie japonaise des sciences

## Sources
1. ↑  (en) The Nobel Prize in Physiology or Medicine 2012 : John B. Gurdon, Shinya Yamanaka, Nobelprice.org, 8 octobre 2012, consulté sur www.nobelprize.org le 8 octobre 2012